# Angus Douglas-Hamilton (książę)
Angus Douglas Douglas-Hamilton, 15. książę Hamilton (ur. 13 września 1938, zm. 5 czerwca 2010), brytyjski arystokrata, najstarszy syn Douglasa Douglas-Hamiltona, 14. księcia Hamilton i lady Elisabeth Percy, córki 8. księcia Northumberland.

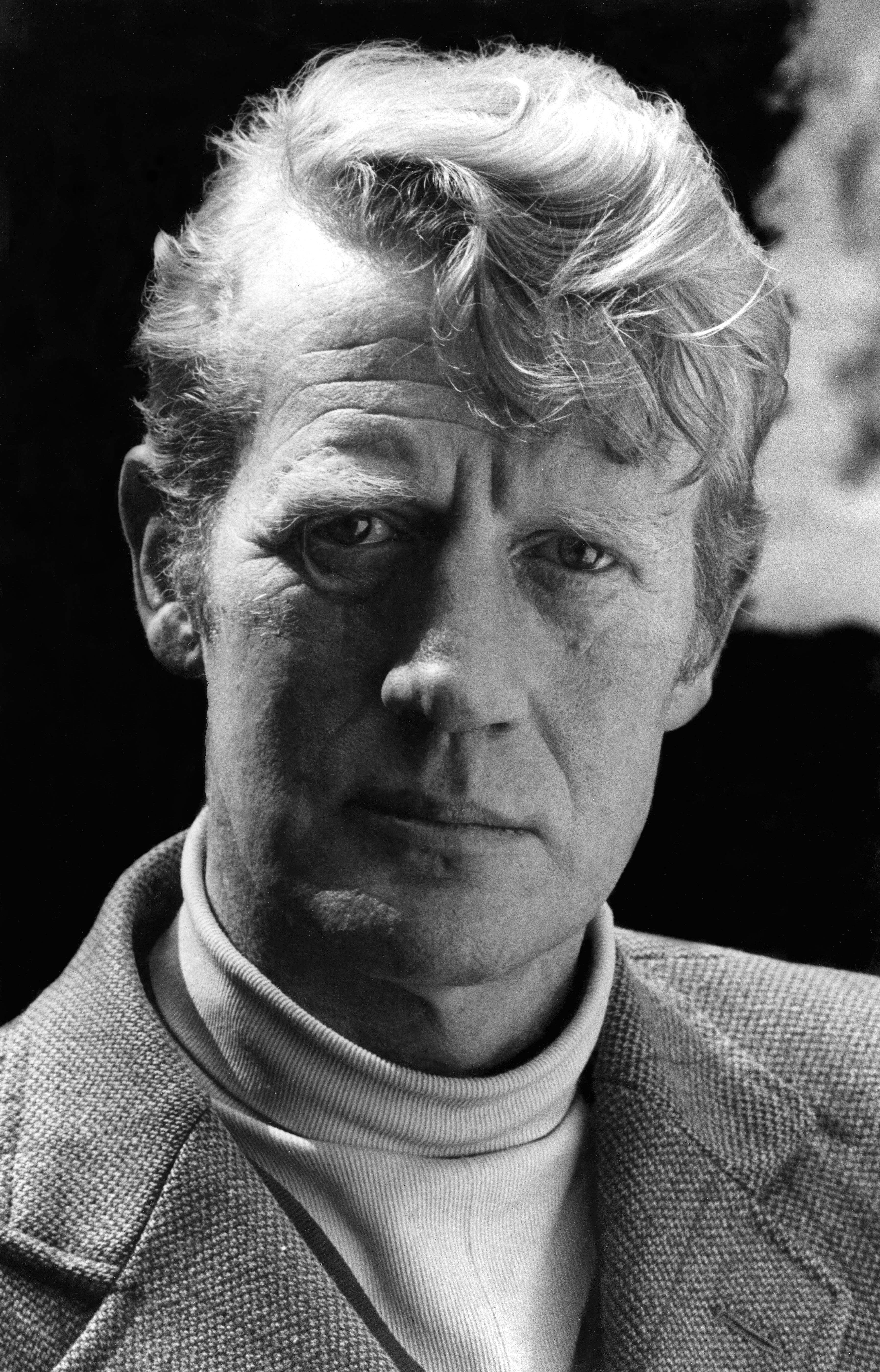
Angus, książę Hamilton

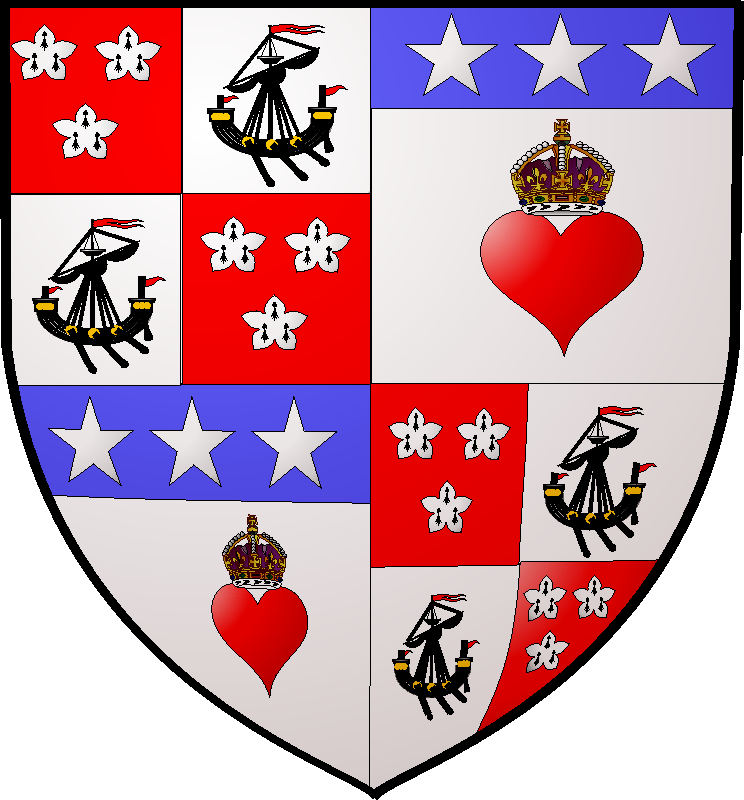
Herb książąt Hamilton

## Życiorys
Wykształcenie odebrał w Eton College i Balliol College w Oksfordzie. Podobnie jak ojciec zainteresował się lotnictwem i wstąpił do Royal Air Force, uzyskując rangę porucznika lotnictwa. Z czynnej służby odszedł w 1967 r. Później zrobił prywatną licencję pilota i w latach 1971–1972 był pilotem testowym Scottish Aviation.
Po śmierci ojca w 1973 r. został 15. księciem Hamilton i zasiadł w Izbie Lordów. Książę jest jednym z najbardziej utytułowanych arystokratów brytyjskich. Oprócz tytułu księcia Hamilton nosi tytuły:
- 12. księcia Brandon
- 15. markiza Clydesdale
- 12. markiza Douglas
- 15. hrabiego Arran i Cambridge
- 14. hrabiego Lanark
- 12. hrabiego Angus
- 15. lorda Aven i Innderdale
- 14. lorda Machansyre i Polmont
- 12. lorda Abernathy i Jedburgh Forest
- 12. barona Dutton
- francuski tytuł księcia Châtellerault, ale o jego posiadanie trwa spór ze starszą linią Hamiltonów, książętami Abercorn

Książę jest strażnikiem królowej w Szkocji oraz członkiem Zakonu Świętego Jana. Jest również członkiem Brytyjskiego Towarzystwa Astronomicznego.
23 czerwca 1972 r. poślubił Sarah Jane Scott (28 października 1945 - 17 lutego 1994), córkę sir Waltera Scotta, 4. baroneta i Diany Owen. Angus i Sarah mieli razem dwóch synów i dwie córki:
- Eleanor Douglas-Hamilton (ur. 10 sierpnia 1973)
- Ann Douglas-Hamilton (ur. 14 maja 1976), żona Johna McClure'a, nie ma dzieci
- Alexander Douglas Douglas-Hamilton (ur. 31 marca 1978), markiz Douglas i Clydesdale
- John William Douglas-Hamilton (ur. 2 października 1979)

Pierwsze małżeństwo księcia zakończyło się rozwodem w 1987 r. Rok później poślubił Jilian Robertson, córką Noela Robertsona. Małżeństwo to nie doczekało się potomstwa i zakończyło się rozwodem. W lipcu 1998 r. książę ożenił się po raz trzeci z Kay Carmichael. Małżonkowie nie mają razem dzieci.
Młodszym bratem księcia jest prominentny szkocki polityk konserwatywny, lord James Douglas-Hamilton, ale sam książę nie podziela torysowskich sympatii brata. Razem z trzecią żoną jest znany z kampanii przeciwko zabijaniu zwierząt, wprowadził min. zakaz polowań na swoich posiadłościach 
Książę mieszka obecnie z rodziną w swojej rodowej rezydencji Lennoxlove House w East Lothian.
Książę Hamilton jest również męskim spadkobiercą godności wodza wielkiego klanu Douglasów, jednak aby zostać oficjalnie uznany przez Herolda Szkocji musiałby przyjąć pojedyncze nazwisko Douglas